# Tototlán del Oro
Tototlán del Oro är en ort i Mexiko.   Den ligger i kommunen Cuautla och delstaten Jalisco, i den centrala delen av landet, 600 km väster om huvudstaden Mexico City. Tototlán del Oro ligger 1 739 meter över havet och antalet invånare är 163.
Terrängen runt Tototlán del Oro är kuperad. Runt Tototlán del Oro är det mycket glesbefolkat, med 4 invånare per kvadratkilometer. Närmaste större samhälle är El Salto, 11,0 km norr om Tototlán del Oro. I omgivningarna runt Tototlán del Oro växer huvudsakligen savannskog.